# 野宮三郎
野宮 三郎（のみや さぶろう、1891年（明治24年）4月28日 - 1950年（昭和25年）10月3日）は、海軍機関少将。

## 来歴
明治24年4月28日　広島県竹原市に誕生。
大正3年 海軍機関学校卒業（22期生）。
大正3年 二等巡洋艦「津輕」に、第二十二期　機関少尉候補生として練習航海に出航。
大正9年-10年 軍艦「浅間」の機関大尉として練習航海巡行に出航（世界一周）。艦隊司令官は船越海軍中将。
昭和6年-7年 軍艦「磐手」の機関中佐として練習航海巡行に出航（豪州他）。艦隊司令官は今村海軍中将。
1947年（昭和22年）11月28日、公職追放仮指定を受けた。
昭和25年10月3日 上野寛永寺に永眠。　